# Myiarchus crinitus
Myiarchus crinitus е вид птица от семейство Tyrannidae.

## Разпространение
Видът е разпространен в Бахамските острови, Белиз, Венецуела, Гватемала, Доминиканската република, Еквадор, Канада, Колумбия, Коста Рика, Куба, Мексико, Никарагуа, Панама, Перу, Пуерто Рико, Салвадор, САЩ, Търкс и Кайкос, Хаити и Хондурас.